# Паравоксит
Паравокси́т (рос. паравоксит; англ. paravauxite; нім. Paravauxit m) — мінерал, основний водний фосфат заліза й алюмінію.

## Загальний опис
Хімічна формула: Fe2+Al2(OH)2[PO4]2•8H2O. Склад у % (з родов. Жажагуа, Болівія): FeO −15,47; Al2O3 — 17,89; P2O5 — 29,80; H2O — 36,74.
Сингонія триклінна. Пінакоїдальний вид. Форми виділення: короткопризматичні таблитчасті кристали. Спайність ясна. Густина 2,29. Твердість 2. Безбарвний. Блиск скляний, на гранях перламутровий полиск. Злам раковистий. Розчиняється в HCl.
Супутні мінерали: воксит, метавоксит, вавеліт.
Знайдений в олов'яному родов. Льялягуа (Болівія) разом з вавелітом.
Від пара… й назви мінералу вокситу.